# أبومي كالافي
أبومي كالافي، هي مدينة، دائرة وبلدية تقع في دائرة أتلانتيك في بنين. هي الآن إحدى ضواحي كوتونو بشكل أساسي، وتبدأ في أقرب مكان لها على بعد حوالي 18 كم من وسط مدينة كوتونو. المدن الرئيسية في البلدية هي أبومي كالافي نفسها وجودومي في الجنوب. تبلغ مساحة البلدة 650 كيلومترًا مربعًا، وفي تعداد مايو 2013 كان عدد سكانها 655،965 نسمة. من المتوقع أن تكون المدينة الحادية عشرة الأسرع نموًا في القارة الأفريقية بين عامي 2020 و2025، بمعدل نمو يبلغ 5.27٪.

## التاريخ
يرتبط تاريخ أبومي كالافي بتاريخ أبومي ومملكة داهومي  تأسست أبومي كالافي لتكون بالقرب من كوتونو لتسهيل التجارة.

## التعليم
جامعتها الرئيسية هي جامعة أبومي كالافي، التي تأسست عام 1970.

## دور العبادة
من بين أماكن العبادة، هي في الغالب كنائس ومعابد مسيحية : أبرشية الروم الكاثوليك في كوتونو (الكنيسة الكاثوليكية) والكنيسة البروتستانتية الميثودية في بنين (المجلس الميثودي العالمي) والكنيسة المعمدانية في بنين (التحالف العالمي المعمداني) وكنيسة الإيمان الحي في جميع أنحاء العالم وكنيسة الرب المسيحية المخلصين وجمعيات الله. كما توجد مساجد إسلامية. تعد المدينة أيضًا مركزًا شهيرا للفودو، وتحتوي على سوق فيتيشية كبير.

## الاقتصاد
يقوم سكان بلدية أبومي كالافي بالعديد من الأنشطة في مختلف القطاعات مثل الزراعة وتربية المواشي وصيد الأسماك والتجارة والحرف اليدوية والنقل واستغلال حطب الوقود وتحويل المنتجات.